# الرميضة (عمد)

تعديل مصدري - تعديل

الرميضة هي إحدى قرى  بمديرية عمد التابعة لمحافظة حضرموت، بلغ تعداد سكانها 159 نسمة حسب تعداد اليمن لعام 2004.